# 明日大嶼願景
明日大嶼願景（英語：Lantau Tomorrow Vision），簡稱「明日大嶼」，是時任行政長官林鄭月娥在2018年施政報告中提出的大型發展計劃，旨在透過填海造地及基礎建設擴展香港的土地供應與經濟發展空間。該計劃的核心內容包括在交椅洲和喜靈洲附近的中部水域進行分階段填海，預計造地1,700公頃，並結合鄰近的東涌新市鎮擴展、屯門龍鼓灘填海及欣澳發展，總填海面積超過2,100公頃。此計劃可提供26萬至40萬個住宅單位，其中七成預留作公營房屋用途，同時建立香港第三個核心商業區，以配合粵港澳大灣區的發展策略。
「明日大嶼願景」亦涵蓋多項交通基建規劃，包括連接人工島與港島西的鐵路及公路網絡，並延伸至北大嶼山及新界西北，以強化區域連接性。林鄭月娥在施政報告中強調，此計劃將以「運輸基建先行」原則推動，並參考「北發展、南保育」模式平衡開發與生態保護，填海是香港長遠解決土地短缺的必要手段。

## 沿革

### 早期研究（港英時期）：北大嶼人工島
「明日大嶼願景」可追朔至1970年代由港英政府提出的多項大嶼山發展計劃，2018年特區政府提出興建人工島的交椅洲、喜靈洲的一帶水域，港英政府早在1980年代初期的「北大嶼山發展調查」North Lantau Development Investigation（NLDI）研究中，已倡議在「東大嶼山」（East Lantau Island）進行大型填海工程，包括建造人工島。港府在1980年代中後期也有在交椅洲及竹篙灣一帶填海及發展港口的計劃。
早年大規模開發大嶼山的願景與將香港國際機場遷出啟德機場的構思息息相關，1974年有顧問報告建議港府在赤鱲角建造新機場取代缺乏擴建空間的啟德機場，因為需要一併興建連接大嶼山及市區的道路網，預計至少要動用50億港元，對於當年連地鐵也未動工的香港而言算是一筆超級巨款，所以被輿論形容為「美麗的圖畫」，不過也顯示在大嶼山北面的赤鱲角將會成為新機場的選址，香港社會亦日益關注開發大嶼山。港英政府的大嶼山開發計劃於1970年代雖然處於緩慢推進中，但已開始地質勘探工作，為實現計劃鋪路，1980年6月港府向顧問公司批出合約研究在赤鱲角填海建造機場對該處動植物及海洋生態的影響。由於大嶼山東北部最接近港九市區，預計將成為跨海通道的落腳點，除了連接青衣島的通道（即1997年5月通車的青嶼幹線），也有在大嶼山東北部的竹篙灣建造道路接駁交椅洲，再經海底隧道連接香港島西部的規劃，進而產生在交椅洲及喜靈洲移山填海及在大嶼山東部建造人工島的構思。在1980年代除了港英政府本身的發展規劃和研究外，1987年1月地產發展商長實、和黃及合和也公報了其向港府建議的「西面海港—大嶼山策略發展」計劃，當中包括在交椅洲、喜靈洲、坪洲、馬灣及大嶼山的東北角填海，在交椅洲和大嶼山之間建造人工島，並且興建橋樑或隧道把這些新發展區與香港島及九龍市區連接，還提議建造連接中國廣州及珠海的道路幹線。
英國國家檔案館的解密檔案顯示，由於在大嶼山填海建造新機場、貨櫃碼頭及建造人工島，需要動用巨額公帑，所以港英政府對於落實本身的規劃一直保持審慎，而當年以地產商為首的財團得悉港府正積極考慮開發大嶼山後曾經提交他們的發展建議，其中的長實、和黃及合和宣稱已於1986年年底成立了一家合資公司，建議港府把在大嶼山填海及興建人工島的融資及建造工作交給他們負責，港府可購買填海及人工島的土地作發展之用，這樣港府便無需一開始就投入巨額公帑，並且宣稱只要港府同意，最快在1988年就可以動工，這三家地產商在1987年1月公佈其大嶼山及人工島發展大計後在社會曾經引起討論，並藉此游說港府接納其方案，港督及英國商務部對財團提出的方案亦感到興趣，但也擔心地產商這樣積極推銷及高調洽商會導致社會產生不良印象及造成反效果。港英政府高層內部對財團合資發展大嶼山及建造人工島的方案也有質疑聲音，時任財政司翟克誠質疑計劃過於龐大，不配合政府本身原有發展方向，並且佔用珍貴海域資源，因為預計建造人工島的東大嶼海域並非如和合主席胡應湘所認為的只是淺水的無用途海域；時任房委會主席鍾逸傑表示要小心處理，政府不應在開綠燈後才發覺令到納稅人「上了賊船」，港英政府決定先交由專責小組深入研究，地產商提交的填海和人工島的融資及建造方案最終沒有獲批。
香港總督衛奕信在1989年六四事件後為穩定香港市民及國際投資者的對香港前景的信心，於同年10月11日宣讀《施政報告》時發表《港口及機場發展策略》，除了重點提述在赤鱲角興建新機場，也提到因為葵涌貨櫃碼頭一帶的貨櫃碼頭用地即將飽和，除了在青衣島建造9號碼頭，也規劃在交椅洲及大嶼山東部興建10號至13號貨櫃碼頭，並計劃建造香港島至青洲經交椅洲的海底隧道再接駁到大嶼山，應付新機場、北大嶼山新市鎮及大嶼山東部貨櫃碼頭的巨大車流，及後因為「香港機場核心計劃」遭到中國政府強烈反對，中方質疑興建赤鱲角機場、青嶼幹線及北大嶼山新市鎮等基建是港英政府企圖耗盡在港英時代累積的豐厚財政儲備，雖然機場核心計劃在壓縮規模及降低預算後於1991年達成共識，但是9號至11號貨櫃碼頭在中英土地委員會因中方反對批地而遲遲未能擴建貨櫃碼頭，已不可能在1997年前動工，青洲至交椅洲海底隧道暫緩興建，大嶼山東部及交椅洲的發展計劃也被擱置。

### 2010年代研究：東大嶼都會計劃
2011年，發展局、土木工程拓展署及規劃署展開《優化土地供應策略：維港以外填海及發展岩洞》的研究，初步評估在中部水域有發展人工島的潛力，在2013年進行第二階段公眾參與活動時，亦提及在中部水域興建人工島的機遇和限制，當時亦有提及連接堅尼地城與東大嶼都會的運輸基建技術性研究亦已於2017年大致完成，當中提出了在堅尼地城接駁公路及鐵路的可能方案。
2014年1月15日，時任香港行政長官梁振英在立法會上宣讀《2014年度香港行政長官施政報告》，公佈「東大嶼都會」之計劃，表示香港政府將會研究進一步開發大嶼山東部對開水域及鄰近地區，打造「東大嶼都會」，以容納新增人口，並且作為中區及九龍東（於2010年代起透過《起動九龍東》轉型中）以外、香港第三個核心商業區。同年3月，「東大嶼都會」概念提出僅兩個月，政府便在未有進行任何公眾諮詢的情況下，向立法會申請進行中部水域人工島策略性研究的撥款，研究涉及2億2,690萬港元。撥款於立法會工務小組委員會審議時，因項目存有巨大爭議，討論一直未能達成共識。在顧及當前有其他工務項目更急切需要撥款的情況下，發展局於2014年11月26日暫時撤回申請。
2016年初，大嶼山發展諮詢委員會發佈「全民新空間」工作報告，羅列多項大嶼山的發展策略建議，當中「東大嶼都會」已被視為用作「長遠策略性增長區」的空間規劃框架。2016年10月27日，政府發佈「香港2030+： 跨越2030年的規劃遠景與策略」（香港2030+），「東大嶼都會」被列作香港其中一個策略增長區，建議填海面積1000公頃，此乃「東大嶼都會」首次包括在政府有關土地規劃和城市發展的諮詢文件中。在當中的專題資料冊中，政府指出了興建東大嶼都會需面對生態、環境、海上交通航道、漁業資源等限制。
前任行政長官林鄭月娥在上任之初，曾表示將開展一場「土地大辯論」，謀求社會就土地發展及供應選項的共識。由政府委任的土地供應專責小組，在2018年4月26日開展為期五個月的公眾參與活動，而公眾參與文件把「東大嶼都會」列為18個土地選項之一，建基於香港2030+提出的1000公頃填海面積進行諮詢。於2018年10月林鄭月娥發佈「明日大嶼願景」時，香港2030+及土地供應專責小組的公眾參與報告尚未發佈。

### 2020年代研究：明日大嶼願景
2018年12月31日，土地供應專責小組在經過5個月公眾諮詢之後，專責小組主席黃遠輝和副主席黃澤恩向行政長官林鄭月娥提交報告。經整理及研究所收集的公眾意見後，小組向政府提出三個短中期選項及五個中長期選項作優先研究及推展，當中包括「東大嶼都會」。
發展局在2019年3月向立法會發展事務委員會提交文件，為中部水域人工島相關研究申請撥款，研究期為2019年中至2023年，需時42個月，研究費用為5億5040萬，研究內容最少包含兩項基建項目的法定環境影響評估。研究撥款於2019年5月25日獲立法會工務小組委員會通過，曾有計劃於同年6月呈交財務委員會審議，惟因應「逃犯條例」修訂的社會氣氛，項目被重新編訂至財務委員會會議議程中較後的位置。
2020年7月，政府有意在本屆立法會會期結束前，再次把中部水域人工島的研究撥款呈交立法會財務委員會審議，最後未能趕及會議結束前處理。撥款本來需在下屆立法會重新提交事務委員會作討論，但政府後來因應2019冠狀病毒病疫情而推遲立法會選舉，現任立法會的會期延長一年，政府把撥款申請再次呈交財務委員會，並於2020年12月4日獲通過。研究將探討中部水域人工島的交通、財務融資安排，如研究順利及社會支持，會在2025年作分區大綱圖修訂等法定程序，社會將於2025至26年視乎數據作決定。如決定推展，填海工作會在2027年開始，預計2至3年時間會有第一組土地可以建屋，2034年可以入伙。
明日大嶼願景於2023年3月完成公眾參與活動，發展局2023年12月20日在Facebook帖文中提及，公眾參與報告今日已上載至專題專頁。報告中提到在收集的7,800份公眾意見中約六成表示支持項目，約兩成半反對項目，餘下約一成半意見並沒有明顯立場，但亦就不同範疇表達意見及提問。至於180份提及人工島項目的報章專欄及社評中，約有110份表明了立場，而當中約六成表示支持項目，表示反對項目則佔約四成。首階段「交椅洲人工島計劃」，預計可於2025年開展工程。
2024年3月，政府發表新一份財政預算案，宣佈未來5年每年發債約950億至1,350億元以推進北部都會區發展，未有提及明日大嶼交椅洲人工島具體建設時間表，明日大嶼計劃未能如期開展填海工程。
項目命名為「交椅洲人工島」，《2024施政報告》中提出年底前啟動交椅洲填海環評程序，目標明年完成審批。發展局局長甯漢豪指港府爭取於2027年啟動交椅洲人工島填海，目前主要進行環境影響評估，甯漢豪透露，當局已放慢交椅洲人工島發展步速，港府對未來十年「熟地」供應預測當中，北都產出土地約佔1,700公頃，至於交椅洲產出土地只佔300公頃，故資源將較多投放於北都。

## 計劃內容
林鄭月娥表示，「明日大嶼願景」是該屆政府的重點工作，關乎香港未來數十年的整體規劃以及多項大型基建的推行，項目落實需要多個政策局、政府部門和非政府機構協作，因此需要周詳的協調和大量統籌工作，故將成立直接向行政長官負責的專責統籌辦事處，就整體方向提供指引和督導，統籌並監察計劃的規劃及落實。

### 交椅洲人工島

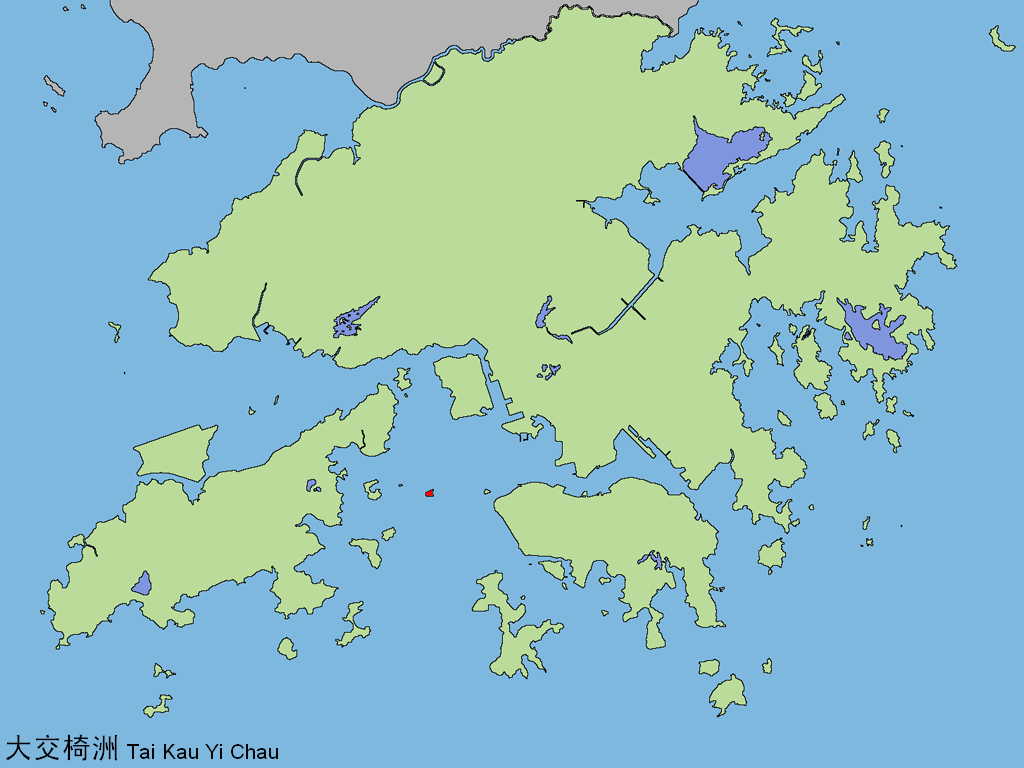
交椅洲在香港地理的位置（紅色部份）

「明日大嶼」的主要工程乃在香港的中部水域作大規模填海，分期興建總面積約1,700公頃的人工島，當中在交椅洲附近的1,000公頃人工島將屬「首階段」工程，預計可於2025年開展工程；而餘下的700公頃工程，政府則表示暫時未有建造時間表。

### 近岸填海和屯門沿海地帶發展區
除人工島填海外，計劃亦將位於北大嶼山及周邊地區的填海工程包括在內：
- 於欣澳填海約80公頃，作為休閒和娛樂匯點等用途；
- 於龍鼓灘填海200公頃，用作工業用途，以安置棕地作業
- 於小蠔灣作小規模填海，發展為公、私營房屋及社區設施[31]。

另外，計劃亦包括重新規劃屯門沿海地帶發展區，包括屯門內河碼頭地段 。

### 交通運輸
計劃提倡交通運輸基建先行。發展概念中會設策略性道路及鐵路網絡，包括連接屯門沿海各地區及交椅洲人工島的西部海岸鐵路、連接交椅洲及欣澳的鐵路、交椅洲及大嶼山連接路、連接交椅洲及香港島的道路和鐵路，以及推展一條與北大嶼山公路並行的P1高速公路和改善位於屯門西南部龍門路 。

### 可持續發展
另一方面，政府以東涌新市鎮擴展區作首個試點，逐步在大嶼山推行智慧、環保及對環境氣候具抗禦力的城市概念。包括智慧燈柱、智能水管網絡系統、生態海岸線設計、區域供冷系統及可持續城市排水系統等。
可持續發展和環境保護方面，包括延續「可持續大嶼藍圖」的發展方略，保留郊野公園和具特殊科學價值地點、設立東涌自然文化歷史展覽中心和建造東涌河畔公園等。同時，於2017年施政報告宣告設立的10億元「大嶼山保育基金」，將繼續用作推動及落實保育工作。包括保育大嶼山的自然資源，包括豐富物種、優美景觀、珍貴生態及生境，以及文物資源，如寶貴文化遺產、豐富歷史及傳統和鄉郊特色。目前可持續大嶼辦事處已建議落實多項自然資源保育措施，包括在大嶼山水域劃定總面積約5,000公頃的四個海岸公園、保育泥灘及沙坪生境、加強保護郊野公園「不包括的土地」、保育貝澳濕地和研究提供資源作保育用途。在文物資源保育方面，可持續大嶼辦事處建議落實推廣大澳文化及歷史、推廣獨特傳統、保存已評級歷史建築和展示大澳鹽田。另外，政府亦研究在大嶼山提供可持續休閒康樂用途設施，包括於大嶼山生態敏感度較低的地區開發單車徑、行山徑、越野單車徑及訓練場和露營營地等設施，同時亦會推廣各類休閒康樂活動，包括賞花、賞樹、水上活動、生態旅遊、歷奇/探險樂園和沙灘排球場。

## 社會反應
「明日大嶼願景」因發展規模龐大、牽涉不同背景的持份者，自政府宣布計劃以來，社會對項目的推行、帶來的效益及影響都有不同見解，因此暫時未有共識。 

### 土地供應
政府表示，中部水域人工島的填海工程可滿足香港中長期的土地供應需求。大面積已平整待土地，比起零碎的棕地和改劃地等選項，可較容易作長遠規劃。 人工島可作為繼中區及九龍東之後，香港第三個核心商業區，提供約400萬平方米商業/寫字樓的樓面總面積 。民間土地資源專家組任憲邦指出，按照香港2030+的推算，2041年香港商業核心區甲級寫字樓只短缺106萬平方米，但東大嶼人工島規劃的商業樓面面積卻達400萬平方米，亦未計算東涌新市鎮拓展及機場北商業區項目等所新增的商業樓面面積，此需求需要大幅增加香港和廣東省GDP才可達成。
政府又指，新增的土地儲備，可讓現時市區的稠密人口分散，重置舊區人口，以加快落實舊區重建。現時香港正面臨較嚴重的私人樓宇老化問題。據統計，至2046年，樓齡為70年或以上的私人住宅單位將達326,000個，潛在影響100萬人 。新發展區如獲妥善規劃，可一併解決舊區樓宇老化、人口密度過高、公共休憩空間／社區設施不足的問題，改善居住環境，提升城市的宜居度，亦提供更多土地應付人口老化需要增加的社區設施。
土地供應專責小組就香港的土地需求估算顯示，香港至2046年的土地短缺為1,206公頃，但當中有815公頃需於2026年前滿足。。而財政司司長陳茂波在2020/21年財政年度政府財政預算案中表示，其領導的土地供應督導委員會在過去一年協調了各政策局來重新評估香港未來的土地需求，未來的香港土地需求仍存有變數
香港專業及行政人員協會前會長李鏡波撰文指出，明日大嶼」是香港未來20至30年的長遠發展計劃，關乎香港整體規劃及多項大型基建的推行。中部水域人工島的填海工程可滿足香港中長期的土地供應需求，比起零碎的棕地及改劃等選項，較易作整全規劃。
香港大學房地產及建設系系主任兼講座教授鄒廣榮認為，假設港府落實「明日大嶼」計劃，即擁有相對龐大的土地儲備作為籌碼，才有足夠的談判條件，與業主討價還價，那麼收回私人土地也比較容易 。
明報投資及地產版資深主編陸振球亦撰文指出，明日大嶼能真正去馬，便能倒逼新界「地主」或發展商加快土地發展，以避免在明日大嶼真箇推出賣地或樓盤落成後出現的競爭。現在政府少了阻力，真希望能夠在民生和土地問題多下工夫，爭番口氣，不單有利穩定樓價令香港人更易負擔買樓和可以有較大的居住空間，且也有利提升香港的整體競爭力 。
針對填海對於私人土地開發的推動作用，香港我哋家有限公司主席王兟認為，若日後明日大嶼拍板啟動，港府持有即將落成的1700公頃新土地，屆時可以逆向拍賣方式進行投標（即接受標價會愈來愈低，但投標價出得低會讓其他人捷足先登），讓業主入標將所持有的新界農地或棕地，交換為明日大嶼的住宅用地；他分析，由於港府每方呎明日大嶼住宅用地料可以換取更多新界農地或棕地，由此亦可進一步提升土地儲備，作為日後建屋及發展之用。

### 房屋供應
時任發展局局長黃偉綸指出，「明日大嶼」首階段位於交椅洲的填海工程完成後，能提供15至26萬單位，其中七成（即10萬5千至18萬2千個單位）為公營房屋，最終整個項目能興建26至40萬個住宅單位，可容納70至110萬人 。
香港黃金五十創辦人林奮強撰文表示，目前本港公營房屋供應落後，且有可能進一步惡化，僅依靠依賴改劃、重建等「餅碎」建屋充飢，難以持久。香港急須重啟大規模填海，一次過提供大片平坦的可發展用地，明顯是更具成本效益的選項。
香港大學房地產及建設系系主任兼講座教授鄒廣榮指出，人工島可提供大量公屋，包括綠置居、居屋、港人首置上車盤等，資助合資格的市民盡快上車，同時為庫房提供收入。管大量公屋不涉現金收益，但其經濟效益等同建私樓土地，並兼具其他社會功能，如縮減輪候公屋年期，減低劏房需求，至令低收入家庭不用擔心居住問題，緩解社會情緒，減少社會怨氣。
團結香港基金撰文強調，過去5年的公私營房屋單位缺口已達9.9萬個，供應不足令樓價急升。而填海可提供適宜發展的土地，幫助追回落後的房屋供應 。在其2019年4月發表的報告中亦顯示，無論私營還是公營住宅落成預測，均發現通過中大型填海工程所獲得的地皮相比其他土地來源的地皮更能提供較多單位。

### 經濟社會效益
林鄭月娥在施政報告演辭中表示，大嶼山是香港面積最大的島嶼，香港國際機場坐落於此，是香港通往世界各地的大門，配合港珠澳大橋，香港與其他粵港澳大灣區城市的交通將更為便捷。大嶼山可成為通往世界和連接其它大灣區城市的「雙門戶」 。「明日大嶼願景」可透過興建新的主要運輸走廊，連接屯門沿海地帶、北大嶼山、中部水域人工島和港島北傳統商業中心，從而拉近赤鱲角機場與香港島的距離，鞏固大嶼山的「雙門戶」角色，有助新界西部經濟走廊的形成。而港珠澳大橋香港口岸人工島上的商業發展項目，連同機場三跑道系統、南貨運區高增值物流中心、航天城發展項目、亞洲博覽館及其二期發展，將使大嶼山成為連接粵港澳大灣區以至全世界的「機場城市」，鞏固提升香港國際商業中心地位。 中部水域人工島將具地理優勢，由新的運輸系統連接中上環和大嶼山本島，既可與港島傳統商業中心區相輔相成，亦可與「機場城市」發揮協同效應，為傳統和新興產業提供廣闊的發展空間。 
2018年11月6日，民主思路聯席召集人宋恩榮、團結香港基金王于漸等八所大專院校38位經濟學者聯署表示，經初步的成本效益分析，他們認為計及賣地收入、經濟收益及社會效益，發展計劃是「上佳的社會投資」，支持發展計劃。認為社會現時有「不少是立場先行」、「流於煽動民情的民粹政治操作」的聲音。人工島填海計劃能透過賣地帶來財政收入，同時能疏導新界西與市區之間的交通和減輕三條過海隧道負荷。
另外，香港大學房地產及建設系系主任兼講座教授鄒廣榮指出，人工島為香港增加的土地儲備，亦有利於增加政府收地時的談判籌碼。政府必須有大量土儲作為談判條件，不然土地持有人可以「吊高來賣」，倘有「明日大嶼」的土地作後盾，收地必更為順暢。
影子長策會成員鄒崇銘則認為，政府花費巨資建造跟人工島相關的交通基建，但只能連接北大嶼山和港島西，對香港其他地區的通達性仍然不足。而「明日大嶼」作為「雙門戶」，亦需有多項跨境交通基建配合才能成事，人工島計劃只會成為「超級大白象」或「超級黑箱」。而香港在經歷過社會運動後，中國內地對香港經濟定位的變化，亦會對明日大嶼的經濟社會效益做成不可預計的影響。
由於2018年中美貿易戰、2019年社會運動以及2020年冠狀病毒疫情已令香港多個行業受到衝擊，就此，多名學者指出香港在未來不能再依賴單一產業，而要轉型發展其他產業才能走出經濟困局。香港大學經濟學院院長蔡洪濱撰文指出，香港未來應轉型發展以醫療、教育、文創為主的高端服務業。香港中文大學房地產及金融助理教授胡榮也認為，香港在服務業具相對優勢，也可以延伸到教育、醫療產業，發揮產業優勢。中部水域人工島正正就能在香港現時缺乏土地資源的情況下，為發展新產業或擴展現有產業提供更多發展空間。
本土研究社於2019年3月亦發現，深圳前海自貿區展示廳內的「粵港澳大灣區交通運輸系統圖」顯示了一條直接連接深圳、屯門、大嶼山及東大嶼人工島的高鐵支線。前海管理局證實了相關構思，但香港政府從未有向市民披露相關資訊，引起對東大嶼人工島發展目標的質疑。

### 交通基建
交椅洲人工島位於香港島西面，大嶼山及新界西北的東南方，處於十分重要策略性位置。計劃中所提供的全新運輸走廊，可連接港島北、大嶼山和屯門沿海一帶，配合人工島發展，同時加強新界西北的運輸容量。
影子長策會成員龍子維表示，香港整個規劃格局呈「北居住、南工作」的形態，連接人工島的交通路段甚有機會成為樽頸，此乃孤懸的人工島樹立於核心商業區，無視工作地點與居住人口失衡問題，必然會出現的交通規劃難題。
守護大嶼聯盟亦表示，如「明日大嶼」最終新增人口達到估算上限的110萬，以勞動人口60%計算，即有66萬的工作人口，但東大嶼人工島新增工作職位未能完全達致原區就業，大量跨區工作人口已使東大嶼人工島本來就有連接市區的龐大需要。而且連接人工島的道路，不論以高架道路或海底隧道方式興建，均需克服不同的技術條件，預計建設成本高昂。如採取興趣-營運-轉讓的模式建造，隧道或鐵路營運商亦需以較高的收費補貼基建的建設和營運成本，不利人工島的交通往來，亦未能疏導新界西部現有道路的負荷。
立法會議員田北辰在2017年已指出隨着多個新市鎮如洪水橋、元朗南和錦田南等相繼發展，2025年新界西將會新增40多萬人口。雖然港鐵公司已着手落實為西鐵綫加卡車、加密班次和提升信號系統，但 2025年西鐵綫已達飽和，因此新界西的鐵路系統必須訂立一個長遠方案，以解決西鐵綫乘客過剩問題。
明日大嶼計劃正好就是提倡交通運輸基建先行，發展概念中會設策略性道路及鐵路網絡，包括連接屯門沿海各地區及交椅洲人工島的西部海岸鐵路、連接交椅洲及欣澳的鐵路、交椅洲及大嶼山連接路、連接交椅洲及香港島的道路和鐵路，以及推展一條與北大嶼山公路並行的P1高速公路和改善位於屯門西南部龍門路。上述工程，特別是新建的運輸走廊可望紓緩現時屯馬綫和屯門公路繁忙時段的擠逼情況。
香港大學地理系系主任、交通諮詢委員會成員盧佩瑩亦認為，香港必須向多核心方向發展，形容「明日大嶼」的交通基建系統是解決三隧交通擠塞問題的「一線曙光」，是香港未來的契機。
對於基建的重要性，團結香港基金黃元山強調，不論港府現正發展的洪水橋、元朗南或錦田南，抑或是研究中的明日大嶼項目，關鍵在於基建，因為如果缺乏公路及鐵路的話，有關土地即使平整好，用途亦有限，故他強調，明日大嶼項目的重要性，不只是本身可創造1,700公頃土地，而是可以提供一個全新的公路及鐵路網絡，作為現時住在新界西北居民日後到大嶼山及港島市區的交通選項，打通新界西北的交通走廊，「目前屯門公路經常塞車，而市民在上落班的繁忙時間亦可能要等多班西鐵才能上車，若將來洪水橋等新發展區落成，又沒有新的公路鐵路系統紓緩人流及車流，現有的新界西北公路鐵路網絡肯定難以負荷」。。

### 計劃成本

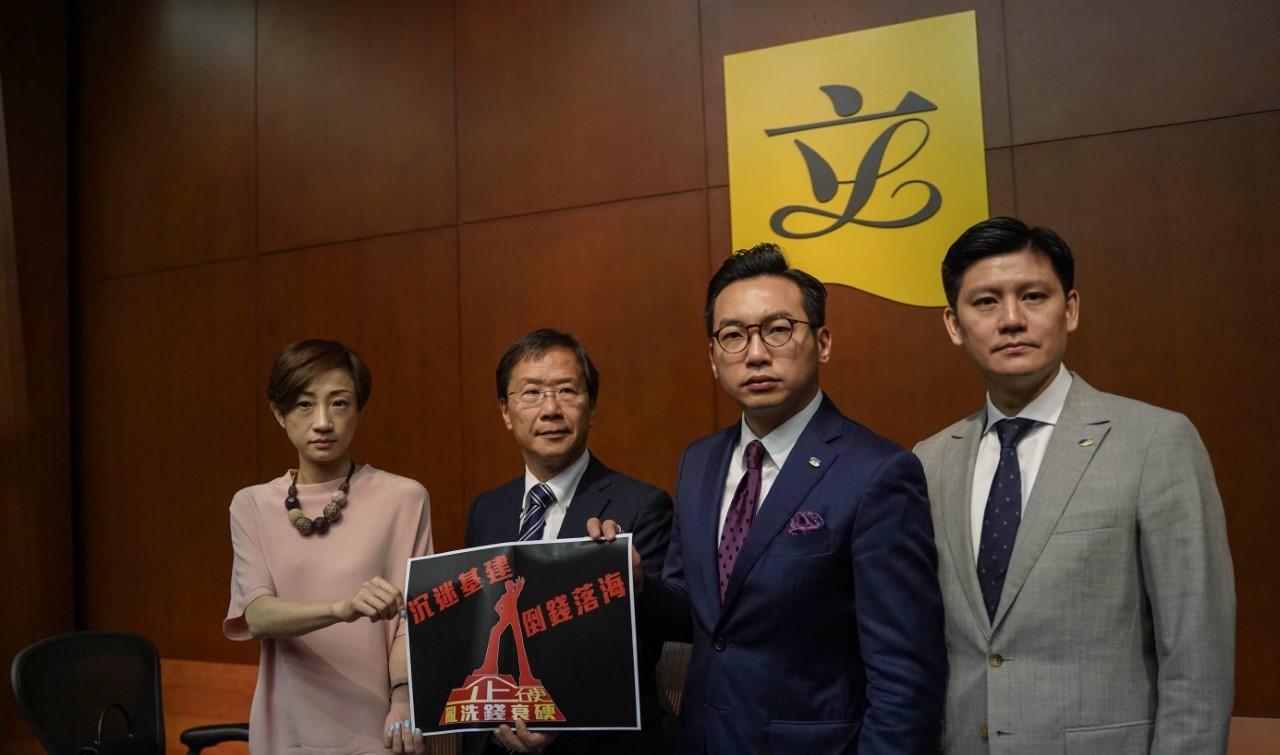
泛民主派認為發展計劃「倒錢落海」

2019年3月19日，政府表示按2018年9月價格，「明日大嶼」首階段工程總造價初步粗略估算約為6,240億港元，其中交椅洲人工島填海和基建工程造價約為2,560億元。除交椅洲人工島填海工程外，工程總造價還包括其它近岸填海工程、屯門內河碼頭發展以及若干道路和鐵路工程，而上述工程總造價未包括餘下的700公頃填海 。6240億元成本會分10至15年攤分，即每年約400至500億元 。至於全新運輸走廊的總工程造價，則約為港幣2,730億元 。政府亦表示，由於近年的土木工程招標價格指數有所下跌，而完成研究後能推算出較準確的成本數字，亦有可能減低整個工程支出  。
不少金融和工程界人士俱曾表示明日大嶼計劃可透過實施多種財務方案，輔以賣地收入等，令財務上切實可行。投資銀行摩根士丹利董事總經理譚楚翹認為，2017年香港的本地生產總值為26,600億元，與新加坡差不多。假設項目成本為5,000億元，其佔香港本地生產總值少於20%。由於投資攤分15年，因此在此期間每年不到本地生產總值的1.5%。相比之下，當年興建赤臘角機場及其他玫瑰園基建的時候，由於1989年香港的本地生產總值約為5,000億元，投資玫瑰園的1,550億元已佔當年本地生產總值的31%。30年過去，如今香港的經濟已增長超過五倍，所以「明日大嶼」對今天香港的經濟規模來說是絕對可行的。他又指，該項目將促進本地經濟增長，在建設階段每年可為香港增加1至1.5%的本地生產總值 。
香港測量師學會產業測量組主席趙錦權亦表示，預料屆時人工島住宅賣地呎價將達9,000至10,000元；商業用地則為8,000至10,000元。他解釋，預計賣地時當局的配套及規劃尚未完成，加上公營房屋比例較高，發展商難以做到「高檔次」發展，故呎價相對較低。根據新的公私營房屋比例，預料「明日大嶼」下的住宅土地，同樣會有七成劃作公營房屋，三成撥出私樓發展。按此推算，根據政府就交椅洲人工島的規劃，若連計約400萬平方米商業或寫字樓的樓面面積的商業用地，預料交椅洲人工島可於10至20年內，為政府庫房帶來9,700至11,400億元的賣地收入。
前立法會議員姚松炎先後指出，根據差餉物業估價署的統計，甲級寫字樓的空置率自2012年起一直上升，由6%上升至2017年的9.6%，空置面積達到差不多73萬平方米，這與規劃署預測甲級寫字樓將會出現過剩情況吻合，若再大量增加甲級寫字樓的土地供應，可能會出現有地都賣不出的現象，無法透過賣地賺回填海成本 。而事實上，2021年財政預算案把五幅位於啟德的商業用地全部改作住宅用途，已反映2019冠狀病毒病疫情下商業樓面面積供過於求的情況 。
合和實業主席胡應湘則表示，施政報告提出填海1,700公頃設立東大嶼都會，以35%土地用作住宅、地積比4倍、公私營樓宇七三比推算，單以地價，政府已可賺取7,735億元收入，成本只需2,200億 。
香港浸會大學財務及決策系副教授麥萃才則認為明日大嶼計劃不會掏空庫房，因為項目成本並非一次性支出，而是分攤多年支付，因此每年的支出並非如此巨額。再者，若投資回報勝支出，反而是資本的累積 。
美國克林信大學經濟系副教授徐家健在接受採訪時曾指出，目前經濟狀況不理想，私人市場建設減少，政府與私人發展商爭奪工人開展工程的情況會有所減少，從而令發展成本降低。因此，在私人市場發展放慢時，政府應該把握機會加速基建發展。。
香港專業及資深行政人員協會會長黃偉雄亦撰文指出，香港正值經濟不景氣之際，政府更應在此時重新檢視全部工程預算，在工資與材料因應疫情而有所調整之下，調低相應預算，並盡快作出其他基建研究，將短期有經濟成效的工程推前加快上馬，通過工程創造就業機會，帶動各行各業盡快復工。
發展局局長黃偉綸曾表示，政府不排除以「鐵路加發展」或透過發行債劵的方式融資 。而立法會議員劉國勳則認為，發債以外，還可以通過公私營合作模式（PPP模式）來發展計劃。以PPP模式造地在香港亦非全新概念，過去亦曾有透過公私營合作發展土地的個案，發展沙田新市鎮的個別項目便屬此例。1970年代中期，由4家發展商組成的聯營公司就承接政府的合約，負責進行一幅約56公頃用地的填海、地盤平整及建造工程。工程完成後，七成土地轉交政府作公共房屋及基建發展之用，其餘部分則由私人發展商留作發展一個大型私人屋苑（即沙田第一城）。海外及內地已有不少先例，譬如，在最早提出並實施PPP模式的英國，PPP模式適用的領域已涉及交通運輸、醫療領域等，菲律賓馬尼拉灣的帕賽疏浚吹填項目、重慶市萬州區以及渝北區的新型城市化PPP項目都是一些可以借鑒的例子 。
團結香港基金在2020年10月為明日大嶼計劃提出6項融資方案，建議當局可以考慮用不同發 展模式支持發展。6種可行融資模式，包括「出售用地發展權」、「先賣地後交付」、 「成立專門機構」、「BOT模式(建設-經營-轉讓)」、「發債融資」及「鐵路加物業」 模式。
（一）出售用地發展權：政府批出發展權，私人機構完成工程後交還地皮，而沙田第一城規劃就是採用這個發展模式。
（二）先賣地後交付模式：政府先招標批出土地，規定在指定日子交付土地予發展商，例子就有中環新海濱三號地皮。
（三）成立專門機構：以專門機構統一處理發展計劃，但負擔起融資角色。機管局就是一大成功例子。
（四）BOT 模式（建設–經營–轉讓）：將政府規劃的工程交由民間投資興建，並經營一段時間後，轉交政府接管。紅磡海底隧道就是採用這個模式興建。
（五）「鐵路加物業」模式：政府透過批出物業發展權，補足鐵路項目興建及營運開支。將軍澳日出康城就是使用這個模式。
（六）發債融資：以債券形式向私人市場籌集資金，而2004年的五隧一橋債券就是典型例子。
不過，亦有不少人就上述的財務分析和方案提出另外的觀點。不少外國學者針對大型基建的工程支出和成本效應估算，作了不少研究。如Bent Flyvbjerg發現，政府部門、顧問公司和相關人士往往為了讓項目較容易獲批，會低估造價、抬高收益估算，以爭取支持；而澳洲智庫Grattan Institute則指出，基建成本效益估算失真將使決策者及民眾誤導公共支出項目的優次，因而增加基建投資、減低民生工程支出；及導致政府過度投資高風險的大型基建項目 。儘管國外研究指出的基建超支情況令人擔憂，對本港而言，成本超支並非難以馴服的洪水猛獸。發展局局長曾在網誌中表示，在過去10年價值超過3 000萬元的工務工程中，約九成項目都在相關預算內完成，且整體預算仍有13%盈餘。另外，就成本超支問題，挪威政府曾進行研究，試行「質量保證計劃」（Quality Assurance Scheme），結果發現相關計劃實施後，項目超支比例由72.22%大幅下降至27.27%。相對應地，香港政府亦就工程超支問題成立「項目策略及管控辦事處」，以加強成本管理及項目管治工作，而正籌辦的「主要工程項目精英學院」，會進一步培訓公職人員，以策略性和創新的思維推展工務工程項目。
因中部水域人工島的填海規模龐大，加上需興建大量連接基建，公共專業聯盟召集人黎廣德曾以過去高鐵、港珠澳大橋等工程的超支比例推算，「明日大嶼」計劃最終工程費用或高達1.2萬億，會掏空香港人的庫房 。經濟學家、前交通銀行首席經濟及策略師羅家聰也表示，過去多年政府在財政預算案所作的收支估算也是錯的，當進行一年的收支估算也有困難時，二十年的收支估算的可信度，只會更加成疑 。
此外，如政府打算以地價收益填補工程支出，則反映日後人工島上新闢的土地亦需賦予較高的地價，才能收回成本，市民依然難以承擔新增的私人房屋樓價。而若政府以發債融資方式，利息支出會變成實際支出，以「明日大嶼」工期預計最快14年計算，利息成本高達至少1,500億，即總成本超過7,500億。而且建築成本受通脹影響，每年增長至少20%，即總成本約9,000億 。有網民亦曾就倡議的公私營發展方案提出多項質疑，包括私營資金來源及比例、私營公司的日常運作細節等 。
而當經濟逆轉，債券收益有所影響，仍然會對公共財政構成負面影響。比方2020年的2019冠狀病毒病疫情重創航空業，導致香港國際機場因應興建第三條跑道而徵收的機場建設費收益、及機場管理局的權益股東應佔溢利俱大幅減少，加上借貸額度較預期大，第三條跑道工程對機場管理局構成了嚴峻的財政危機 。
2019冠狀病毒病疫情於2020年大爆發，在經濟逆轉的形勢下，政府因推出多項抒困措施，令2020-21年度財政赤字高達逾2,576億港元，財政司司長陳茂波亦多番指出在財政資源運用上需「睇餸食飯」 。綠色和平認為，如斯情況下政府實無任何理據繼續推行明日大嶼計劃 。
而在2020年9月，綠色和平聯同冠域商業及經濟研究中心發佈《明日大嶼對香港財政的影響分析》報告，報告推算了40個香港在2019-2020至2041-2042年度的公共財政狀況。所有推算結果均顯示，結構性財政赤字問題已逼在眉睫，香港庫房有可能於2031-32財政年度便會耗盡，而香港政府的債務水平於2041-42財政年度更有機會高達14萬億元，顯示政府推行明日大嶼工程，將對香港財政狀況帶來不可逆轉的負面影響 。
可是，面對財政狀況逆轉，財政司司長陳茂波仍然指出，在經濟衰退時，政府若然能採取逆周期措施，對支撐經濟非常重要。因此即使面對嚴峻財政狀況，基於社會長遠好處，重要基建仍會按計劃進行 。城市規劃師、前規劃署署長凌嘉勤也表示「明日大嶼」是香港長遠策略性投資，可同時達至多個規劃目標，包括持續提供發展用地、開拓第三個核心商業區、完善策略性交通網絡，即使經濟下行，開拓土地工作亦絕不能叫停 。
香港我哋家有限公司主席王兟認為，可以建立一間「全體香港人合資有限公司」作為其中一個集資途徑，該公司股本為1,000億港元，其中75% 股權由約750萬香港永久居民以「每人一股」方式持有，可以認股權（Warrant）形式免費派發，餘下25% 股權則會由一間私營基金管理公司募集，募集對象包括全球主權基金及養老基金等機構投資者。他認為，隨着「全體香港人合資有限公司」的成立，日後可以此向本港及全球投資者發債，作為發展明日大嶼的方案融資1.1萬億元的主力。

### 填海原料供應
傳真社於2018年10月22日報導，由於近年中國大陸限制填海用海砂出口，如廣西欽州的海砂售價已上升至每立方米110港元，而船運海砂來港的費用約為每噸11美元。「明日大嶼」計劃填海造地1,700公頃，按三跑填海650公頃需1億立方米填料推算，將需要2.6億立方米填料。以現時欽州海砂的市價及運輸費推算，買砂已需要212億至331億港元，連同267億運費，明日大嶼填海單是購入填料，未計通脹，已需要480億至598.9億港元。守護大嶼聯盟亦指出，使用建築廢料作填料有不少限制，如需顧及特定的尺寸要求和配合土地用途的理想沉降速度。
香港建築業物料聯會行政總裁甯漢崇於2018年10月28日接受採訪時表示，傳真社用了價格較高的河砂而非海砂計算。填海主材料的海砂現時價格約為每噸100港元，如落實整個填海1,700公頃的計畫，海砂的成本約為250億港元，遠較外界估計的四百多億港元為低。香港工程師學會前會長潘樂陶也表示，香港每天也生產不少填海的原材料。現時本港每天送往堆填區的廢物中，約有4,422公噸為建築廢料。這些建築廢料超過九成是惰性物料，當中包括混凝土及建築碎料，均可作填海和平整土地用途。如當年西九龍填海，也有用到一定數量的建築廢料。不過由2007年開始，由於香港多年來沒有大型填海工程，填料庫出現飽和，政府只好花費數十億元將這些寶貴資源送往中國內地，成功協助臺山政府填出數十個如維多利亞公園大面積的土地。展望未來，香港建築物老齡化，市區重建積極進行，房協公營房屋陸續老化清拆，建築物廢料正可化為填海材料。如政府在日後東大嶼填海的工程應善用建築廢料填海，既可節省金錢、縮短填海時間，也能減低垃圾場堆填庫的壓力及對海域環境的污染。
發展局局長黃偉綸後來表示，「明日大嶼」的填海工程將會同時使用建築廢料及機砂作為填海物料 。他又指出，香港每年會產生1,500萬公噸惰性建築廢料，適宜用作填海用途。政府預期中部水域填海所使用的填料有一半將會使用此類惰性建築廢料，而使用這些廢料不需要購買，而只需負擔運輸成本。除此之外，機制砂亦會是主要填料來源之一。機制砂在過去未作填料使用時，供應有限，不過隨著需求越來越大，內地不斷加開新的機砂生產線，供應會逐漸趨穩，目前機砂供應價格已較海砂為低。而現時香港惰性廢料收集場已有分類設施，可以將適宜直接填海的廢料分離出來，而較大件未能直接用於填海的廢料，可通過機器打碎後再作使用。發展局於2020年4月回應議員於立法會財務委員會特別會議提問時，補充填海工程所需填料約2.5億至3億公噸 ，當中約一半是公眾填料，其餘主要是機製砂，粗略估計交椅洲人工島填海工程造價為1,400億港元。
關於公眾填料的使用，規劃署前署長、香港專業及資深行政人員協會「明日大嶼」專責小組成員凌嘉勤撰文指出，香港市民每天都見到的建屋、拆樓、挖掘隧道和地庫、鞏固斜坡、重鋪路面、家居裝修等工程，每年均產生約1500萬公噸的建築廢料，當中約九成是惰性物料，如岩石、混凝土、瀝青、瓦礫、磚塊、碎石及泥土等，適合用於填海。換言之，政府只要做好這些惰性物料的傾卸管理工作，使它們用於填海，便可大幅降低「明日大嶼」的填海造地成本。
針對坊間對於使用機砂可能帶來的環境問題，香港工程師學會會長源柏樑曾在接受採訪時表示，儘管打磨機砂有產生粉塵的可能，但現在有技術可以將水過濾循環，令機砂的使用更加環保。
惟近年進行中的機場第三條跑道填海工程，於2020年5月被揭發造價由152.6億港元超支至232.8億港元，機場管理局的內部文件表示，填海工程超支的原因出於中國海砂出口政策的改變，令工程無法取得珠江三角洲海砂出口批文，只能從其他國家採購海砂，不論耗時及成本俱大增。明日大嶼人工島的填海工程能否在預算開支中完成，同樣充滿變數。
惟時任新加坡國家發展部長兼財政部第二部長黃循財指「近年新加坡參考荷蘭的『圩田』技術，透過築堤等方式排水並隔絕海水，開拓出平坦及低窪土地。該方式相對傳統填海技術減少四成用砂量，早前在德光島（Pulau Tekong）試行，建造約800 公頃用地作軍事訓練，而騰空其他土地將興建住宅增加房屋供應。」
而香港大學土木工程系教授岳中琦亦指可以運用新型圍海造陸島方法，「所有填料工程將都在加固了的相對堅硬的粘土陸地上進行，香港陸地施工開挖的固體廢料物料都可以作為填料，按照所需步驟和時間程序，分步、分區和分片堆填和壓實，完全不需要再從境外購買海砂、河砂或機砂，節省大量費用，同時完全避免這幾年建造香港國際機場第三條跑道時曾因缺砂造成的困擾和延期。預製鋼筋混凝土長板樁牆所需要的砂石量是極其小量的。」

### 氣候變化
前天文台台長林超英表示，氣候暖化使超強颱風增多，人工島難以抵擋極端天氣，提高風暴潮風險，而東大嶼都會位處海中心深水位置，必須設計針對10米以上高度湧浪的防禦工程，才能避免出現超強颱風山竹襲港時杏花邨及海怡半島的受災情況。林超英認為，如果填海建人工島忽視氣候變化引起的海水上升，只參照目前標準，則將來在人工島上出現威尼斯一樣的海水淹浸是科學上可預期的事。劉康認為，此位於東大嶼海域的人工島，有機會沉，亦有機會有海浪侵襲，批評政府罔顧香港人安全，違反效益 。
土木工程顧問公司奧雅納董事劉偉棠則表示，當颱風或熱帶氣旋在香港以外形成並掠過香港時，在海面會產生巨浪，產生的巨浪可從較遠的海面湧入本港水域。由於大部分颱風是由香港南面從東至西掠過，湧浪會由東面、東南面湧入香港水域，東面來的湧浪會被香港島和南丫島阻隔，能進入中部水域的湧浪能力已大大削弱。從東南面或南面來的湧浪，香港水域外的擔桿列島一字排開成為一條天然防波堤，將湧浪衍射（diffract），大大減低了湧浪到港水域時的威力。他又指，經過嚴格的工程標準控制及採用嶄新的填海技術，人工島可以克服氣候變化帶來的挑戰，預料人工島比現時低窪地區（如元朗）的棕地，具更高抵禦天然災害的能力，更能防範水浸。
發展局局長黃偉綸於記者會上曾表示，中部水域人工島會充分考慮氣候變化帶來影響，因而會設計足夠的填海高度，以抵禦未來海平面上升的風險。黃偉綸舉例指出，赤臘角國際機場填海工程是因應氣候變化設計合理填海高度的成功例子，足夠的填海高度令香港國際機場在2018年「山竹」侵襲本港期間安然無恙。
關於應對因全球暖化而帶來的水位上升的影響，國際是有一套公認標準。政府間氣候變化專門委員會（Intergovernmental Panel on Climate Change，IPCC）預計至本世紀末2100年，在最極端的估算下，全球水位將上升最高約1米。另外，根據現時香港土木工程拓展署所要求的填海準則，亦必須將因為氣候變化而應該會發生的水位上升一併考慮。
香港工程師學會前會長、香港專業及資深行政人員協會副會長梁廣灝曾撰文指出，坊間有推論在考慮「百年一遇」的極端天氣及極端氣候變化帶來水位上升的現象後，在本世紀末海平面上升1.5米的情況下，水位應該最少有6.4米，也有推論下世紀、2200年香港須對付的水位高達10米，而「明日大嶼」填海的高度比現時「香港主水平基準面」6米的標準更高。就此，以上的推算有值得商榷之處。首先，「明日大嶼」是內海填海，並非直接面對太平洋，海浪對陸地的衝擊力較細。在遇上極端天氣及颱風時，海浪湧上陸地並不等於可以淹沒整個人工島，香港不少地方在颱風吹襲時曾發生類似情況。要解決問題，我們亦可在人工島適當的位置興建海堤及防波堤，甚至興建建築物時加高樁柱。。
新加坡國家發展部長、財政部第二部長黃循財曾分享當地有約25%土地從填海得來。面對氣候變化問題，當地選擇用填海的方式紓緩及應對相關影響，包括現時運用「汙田（polder）」的填海技術。透過興建高於海平線的海堤，不但能應對極端天氣導致的海平面上升，更能減少約四成的海砂使用量。展望未來，當地正計劃約2,000公頃的填海方案，面積相當於現時濱海灣（Marina Bay）的六倍大小。
民間土地資源專家組任憲邦則擔心，政府未有估計中部水域周邊的水流在填海後會變得急速，部分水域靜如「死水」，增加船隻航行的風險，而「死水」所造成的生態破壞亦不是填海技術可以彌補。

### 環境問題
政府表示，選擇在中部水域填海，是因為考慮了對生態環境的影響，因中部水域的海洋自然生態敏感度相對較低。而「明日大嶼」工程開展前，亦將進行詳盡的環境影響評估，估計需時18個月，連同工程研究的其他工作，據政府現時預算，約需時4年完成，環境影響評估將宏觀地評該填海工程對生態、水流、水質、噪音及空氣質素等的影響，還會檢視相關運輸網絡和土地用途對周邊環境的影響，例如交通噪音、廢氣排放和廢物管理等。 如確認相關工程對環境有不利影響，則繼續研究是否有合理的緩解或補償措施。
香港合資格環保專業人員學會副主席張振明表示，香港構思大型項目時，其實考慮也很全面，不單只會研究工程設計，也會顧及環境保育。
香港工程師學會前會長、香港專業及資深行政人員協會副會長梁廣灝指出，政府每做一項大型工程，必定會進行詳盡的環評。環評報告不僅會評核填海工程對生態、噪音、水質、空氣質素等的影響，還會檢視土地用途、交通基建對周圍環境的影響，每一個環節都會由相應的專業技術人士評估。以東涌新市鎮擴展計劃為例，在工程規劃階段已考慮到對環境的影響，採用非浚挖式填海方法造地，毋須挖走海泥進行填海，減少對附近水質的污染。
守護大嶼聯盟召集人謝世傑稱，交椅洲一帶水域擁有極具生態價值的完整珊瑚區，是部份魚類的常用通道，除影響生態外，將對梅窩及大嶼南的環境亦構成壓力，面臨市鎮化。不過，香港大學地理系副教授吳祖南曾指出，填海時生態敏感的地方需要避開，如海豚或珊瑚生存的地方，需要避開。很多區域本身的生態條件不理想，或天然海岸線已經被破壞，是可以填海。
香港海豚保育學會則指出，漁農自然護理署待數據顯示自2012年港珠澳大橋工程開始後，在北大嶼山周邊水域錄得的中華白海豚出沒數量下跌4成。學會認為，設立海岸公園未必能補償填海為環境帶來的破壞。世界自然基金會香港分會海洋保育經理楊松頴批評，東大嶼人工島將是香港史上最大型的填海工程，令海洋環境改變得永遠無法修復，亦令附近島嶼的沿岸及陸地生態帶來威脅，令海洋或陸地物種的棲息地會永久喪失。
綠色和平聯同六個環保及關注團體，於2019年3月26日公佈「生態調查初步觀察」，批評政府嚴重低估東大嶼水域的生態價值。填海影響白腹海鵰繁殖及覓食，直接影響雀鳥在香港的數量；香港獨有物種如：鮑氏雙足蜥，會因人為干擾面臨絕種；至於中部水域特有的罕有珊瑚和底棲生物，亦會直面威脅。
香港觀鳥會於2021年初指出，《國家重點保護野生動物名錄》已把白腹海鵰升格為國家一級保護野生動物，而周公島乃新近發現的繁殖地。人工島工程將嚴重干擾雀鳥繁殖及覓食，最終影響牠們的繁殖成功率 。
健康空氣行動社區關係經理龍子維按照「2020年香港空氣污染分佈預測」分析，明日大嶼部份填海地區，如港島西北及交椅洲以東等，將與空氣污染超標的地區重疊，發展計劃及新增的交通流量將加劇空氣污染情況。

### 人口預測
根據統計處在2012年所作的人口推算， 本港人口將會由2018年的約744.89萬人，增加至2043年年中822萬的峰值，隨後便會掉頭下降；但「明日大嶼願景」最多可容納110萬人居住，即使在人口高峰期，亦將多出近33萬人的容量。不少工程界人士因此質疑明日大嶼的必要性。時任立法會議員范國威和郭家麒質疑填海造地後的住宅以新移民人口為主，而社會亦應討論是否要繼續接受無上限的中國大陸人口湧入香港。
2020年9月，統計處更新了香港未來50年的人口推算數字，以2019年年中人口為基準，估計本港人口將由751萬，增至2041年年中811萬的頂峰，之後回落至2069年年中的735萬 ，而統計處在2021年2月的最新數字更顯示，2020年香港除了淨移出人口數字急升，更出現自1961年以來首次負人口自然增長 。香港的人口推算多年來出現著「一次比一次低」的情況，已出現了系統性的估算偏差，將嚴重影響各類規劃和社會資源配備 。
就此，香港專業及資深行政人員協會會長黃偉雄撰文指出，坊間普遍認為香港人口增長放緩速度比預期快，香港人口增至811萬高峰值後將回落，加上考慮到疫情過後可能出現的移民潮，市民對長遠房屋需求正在減緩。不過事實卻非如此，據統計處最新的推算顯示，推算的家庭住戶數目較上次估算有所上升，平均每戶人數亦由2.8人降至2.6人。由於房屋需要是以住戶數目而非人口數據為估算基礎，住戶數量持續增長，勢增加對房屋用地的需求。而且，人口預測還有很多不確定性，在政府統計處較高人口推算情形下，人口頂峰是2051年的接近886萬人，如此可見市民對土地的需求只會日益增加，不會減少。。
團結香港基金表示，按照統計數據，香港人均居住面積只有170平方呎，遠遠低於東京的210平方呎和新加坡的270平方呎。基金認為，即便香港人口停止增長，為彌補過往的土地和房屋供應落後，及透過提升人均居住面積以改善生活水平，也應全力開發更多適宜發展的土地，滿足當下人口的居住需求。 

### 公眾參與
由2016年政府開始的「香港2030+：跨越2030年的規劃遠景和策略」公眾參與活動，以至2018年中土地供應專責小組的公眾參與活動，諮詢文件俱表示中部水域人工島的填海範圍為1000公頃。但於2018年8月7日，「團結香港基金」發表了「跳出框框，想像未來—『強化東大嶼都會』計劃研究報告」，該報告建議在「香港2030+」的基礎上，把東大嶼都會的發展規模提升至2200公頃。而在「明日大嶼」中，政府把東大嶼都會的填海面積增加至1700公頃，而部份建議填海位置跟團結香港基金的方案有不少相同之處。守護大嶼聯盟認為，此舉反映香港有另外的權力核心在影響政府施政；而林鄭月娥則強調雙方「無夾過」，稱有參考所有智庫的報告。長春社亦認為，在土地供應專責小組未完成最終報告前就展開填海研究，是不尊重民間聲音。本土研究社成員陳劍青亦指，團結香港基金的發展建議包括在「長洲以南」的水域重置貨櫃碼頭及現時在棕地上運作的工業，而現時政府有關中部水域人工島的撥款研究申請，也包括「長洲以南」的水域，顯示相關團體有機會早已得悉政府的發展方略。
此外，土地供應專責小組的公眾參與活動於2018年9月26日才正式完結，公眾諮詢報告仍未發佈，政府就搶先發佈明日大嶼願景。土地供應專責小組成員曾鈺成對政府突然推出的「明日大嶼」計劃感到詫異和失望，表示「看到施政報告才知道有這件事」。他認為政府新提出的1700公頃的「明日大嶼」與小組進行諮詢的1000公頃「東大嶼都會」大相逕庭，市民對於東大嶼都會的正面反應不能代表對「明日大嶼」的反應。他又認為政府若在施政報告推出前提早與小組交換意見會令事情更順暢。土地供應專責小組主席黃遠輝也表示，專責小組一直都是圍繞1000公頃進行諮詢，而未包含喜靈洲700公頃填海，因此諮詢結論無法支持「明日大嶼願景」全期發展。他又指小組未掌握額外700公頃填海的詳細數據，認為政府應作出解釋。
對此問題，政府只多番表示交椅洲的1000公頃填海是「實」，而喜靈洲的700公頃是「虛」，未有落實時間表，但填海1700公頃的初心「未有改變」。而若喜靈洲700公頃填海有需要開展，將會進行充分的公眾諮詢。
另一方面，土木工程拓展署早在2015年尾，中部水域人工島的研究撥款尚未獲批之時，已開展「連接堅尼地城與東大嶼都會的運輸基建技術性研究」。研究於2017年完成後，內容一直未有公開，直至2019年初，經立法會議員爭取，政府才公開部份報告內容，惟報告的附註稱「報告包含部份與不完整或未完成的分析、研究或統計有關的資料，披露有關的資料可能會令人產生誤解」，報告的準確程度存疑。報告亦指，東大嶼人工島就算只有70萬的新增人口，同時配合較慢的新增私家車比率，仍然會大幅增加港島北岸道路及鐵路運載負荷，影響港島西居民出入。
2023年2日，發展局邀請多個團體參與「中部水域人工島簡介會」，但11個環保團體和組織杯葛和拒絕出席，質疑發展局鬼祟展開公眾諮詢，邀請亦以簡介會和閉門形式進行，反映局方無打算回應坊間對人工島造價及環境影響等質疑，稱翻查近10年大型發展計劃，均有諮詢公眾，人工島則屬例外，為首個無主動公布、無主動諮詢公眾及無公信力的大型發展項目，為歷來最壞先例。發展局則發文回應，指對個別環團拒絕出席會議感十分失望和可惜，又稱早前已清楚解釋，自2022年12月底向立法會作階段性匯報後，便開始展開多項公眾參與活動，期望環團不是只顧挑剔公眾參與的細節安排，甚至作失實批評，硬指政府「無主動、無諮詢」，並強調公眾參與活動模式繁多，非只有公眾論壇，會因應研究進展，採用適合的公眾參與形式。
2023年4月19日，綠色和平發佈《明日大嶼民意調查2023》的結果，有關調查委託香港民意研究所於3月27日至30日進行。調查訪問了共1018名香港居民，並發現政府未能有效收集民意，只有98%人表示未參與明日大嶼公眾諮詢，最普遍原因為「不知道有諮詢」，佔28%，其次為「不知道如何參與」，佔23%。中文大學教授李立峯認為公眾參與度非常低。

## 公眾迴響

### 支持聲音
2018年5月，團結香港基金公佈委託香港中文大學香港亞太研究所就香港市民對覓地建屋看法的最新民意調查。結果顯示，逾六成受訪者認為，香港需要開闢沙田新市鎮般大的新市鎮，以改善居住環境及支持香港長遠發展。對於覓地方法，45.3%受訪市民贊成維港以外恢復大型填海計劃，比反對的市民多出11.4個百分點。另外，對於政府計劃在大嶼山東面水域興建人工島，調查就顯示，有46%受訪者表示贊成，反對的佔24.9% 。
2018年8月，團結香港基金公佈委託香港中文大學香港亞太研究所有關上述相同問題於7月至8月建進行的最新民意調查。此次調查結果與5月份的結果相比，贊成維港以外恢復大型填海計劃的市民佔比由45.3%升至46.8%，比反對的市民多15.7%，較5月份公眾對維港以外填海的凈支持度11.4%上升4.3%。而被問及對政府在大嶼山東面興建人工島的看法時，贊成的市民就佔48.6%，不贊成的市民就佔22.8%，凈支持度達25.8%，較上次調查中21.1%的凈支持度上升了4.7%。。上述調查結果反映社會對於維港外填海及東大嶼人工島的支持度有上升趨勢。
2018年12月，香港經濟民生民主聯盟公佈委託香港民意調查中心就市民對於在大嶼山東部填海的意見調查。結果顯示，60.1%受訪市民非常贊成或贊成於大嶼山東部填海以增加土地供應，比不贊成或非常不贊成市民多出24.9個百分點。另外，有高達86.2%的受訪者認為本港房屋供應不足、居住環境差與香港土地短缺非常有關係或有點關係。

### 反對聲音

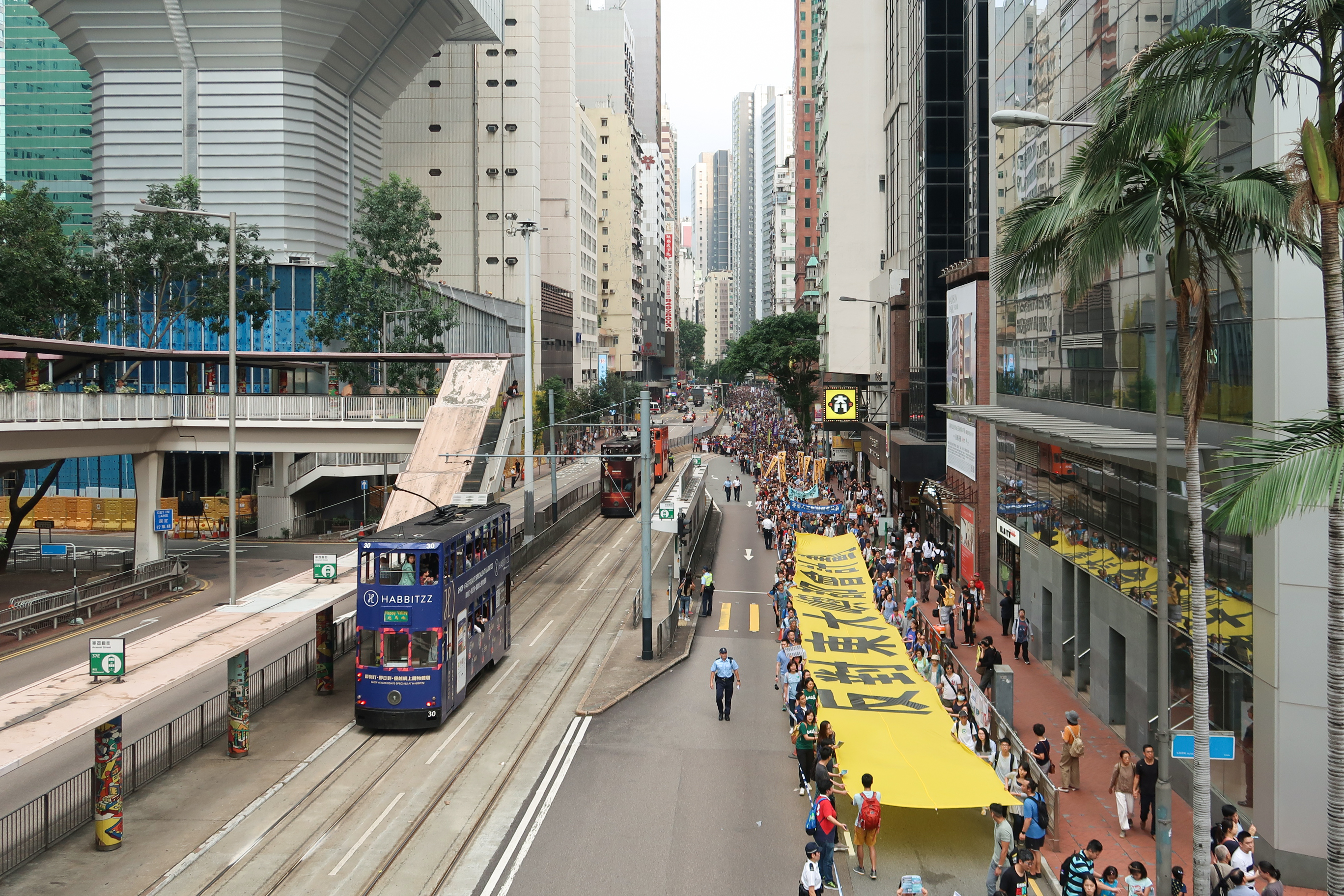
2018年10月14日，多個團體發起遊行反對「明日大嶼」填海計劃，警方估計最高峰有5,800人參與

2018年10月10日，行政長官林鄭月娥發表施政報告當日，綠色和平等九個環保團體代表在立法會門外打扮成廚師，要求政府「做啱個餅，善用棕地」，無須在自然環境動工，以示抗議。
2018年10月14日下午3時，守護大嶼聯盟、土地正義聯盟等團體發起遊行，在銅鑼灣遊行至政府總部，反對「明日大嶼」填海計劃，高舉「反對東大嶼人工島」、「明日香港我哋話事，禍留後代；林鄭離晒譜，唔要人工島」、「漠視民困，掏空儲備」等抗議標語。團體於傍晚6時半在政府總部門外舉行論壇。團體未有估計遊行人數，只表示遊行有大批市民參與，已清晰的表達了民間對東大嶼都會人工島的不滿和憤怒。時任立法會議員朱凱廸估計有約一萬人參與，而警方估計最高峰有5,800人參與。在香港多個地方，亦先後有不少市民自發展示「反對東大嶼都會計劃」及「東大嶼萬億填海禍延三代」等橫額，以表達對政府推行此項目的不滿。
香港大學民意研究計劃於2018年11月1至6日訪問了1,000位18歲或以上並操粵語的香港居民，調查結果顯示支持和反對「明日大嶼」計劃的比率分別是40%和49%。對此民調結果，行政長官林鄭月娥回應指香港是多元自由社會，很難建立全面共識，而施政沒有完美的方案，香港土地問題嚴峻不能再蹉跎歲月。她說早前看過坊間一些民調顯示支持「明日大嶼」者較多，認為港大民調得出的結果，是由於「問法問題」。
土地供應專責小組於2018年12月31日發佈公眾參與報告，因公眾參與的內容乃建基於1,000公頃的發展規模，報告只備悉政府已於2018年施政報告發表了「明日大嶼願景」的1,700公頃發展方案。小組的問卷和電話調查的結果雖然顯示分別有62%和58%的受訪者認為應該發展東大嶼都會，但小組同時委托香港大學社會科學研究中心就所收集的意見作質化研究，當中顯示接近七萬份有關東大嶼都會的意見，有超過九成俱反對該項目，當中18－29歲受訪者反對東大嶼都會計劃的比率亦超過一半。黃遠輝表示政府不可直接把小組所收集的民意套用至涉1,700公頃的「明日大嶼」計劃，但因小組的最終報告對九成人反對東大嶼都會計劃的數據隻字不提，仍引起不少公眾非議。鄭經翰認為，林鄭月娥的萬億「明日大嶼」計劃沒有諮詢民意，僅憑長官意志決定，自己說了就拍板算數。
香港研究協會於2018年10月以電話調查方式訪問了1,130位市民，當中有46％受訪者表示反對「明日大嶼」人工島計劃；而突破機構於2018年10月至12月期間，亦以問卷方式作「青少年對『明日大嶼』研究」，調查發現七百多位受訪者中，78.1%受訪者反對該計劃，當中82.0%受訪者擔心「明日大嶼」計劃會為下一代帶來極沉重的財政負擔；而91.3%受訪者同意以成本效益而言，應先考慮其他更適切的土地供應選項。
2020年4月，綠色和平發起另一項反對明日大嶼的網上聯署，至7月中已收集了超過10萬個簽名。同年9月，香港民意研究計劃進行了「應否擱置明日大嶼計劃」的網上問卷調查，所收集的5,971份回應當中，有四成多人認同需擱置計劃，惟調查亦發現民主派和非民主派支持者就此議題的意見兩極。本土研究社成員陳劍青認為民調結果反映香港政府未能在明日大嶼計劃上重新凝聚市民的共識，項目甚至會成為特區政府另一枚「計時炸彈」，若政府強推工程，將導致相當激烈的社會爭拗。
2023年2月，多個團體獲發展局邀請出席有關「明日大嶼」的「中部水域人工島簡介會」，11個環保團體和組織杯葛並拒絕出席，批評項目為歷來首個「三無諮詢」的大型發展計劃，即無主動公布、無主動諮詢公眾及無公信力，質疑發展局鬼祟展開公眾諮詢，邀請亦以簡介會和閉門形式進行，反映局方無打算回應坊間對人工島造價及環境影響等質疑，稱翻查近10年大型發展計劃，均有諮詢公眾，人工島則屬例外，是首次無主動公布及無主動諮詢公眾的項目，為歷來最壞先例，憂往後具爭議項目或以同樣迴避公眾的形式進行，而拒絕出席。
4月，綠色和平公佈《明日大嶼民意調查2023》，顯示受訪市民擔心明日大嶼將出現財務危機，53％人掏空庫房或令香港負債，亦有逾45％人憂慮工程嚴重延誤、41%擔心規劃走樣，及40%人擔心破壞環境；有55%人對明日大嶼成為第三個核心商業區的願景沒有信心；有73%人表示不會搬進明日大嶼人工島。中文大學教授李立峯分析是次調查，剔除「一半半」之類模棱兩可的答案後，市民對明日大嶼看法負面與正面的比例接近2:1，可見反對的民意非常清晰，認為公眾持續甚至更明顯地反對人工島填海計劃。
2025年2月中旬商人何柱國說私樓市場還有幾萬個單位未消化，他不贊成大規模填海造地，只支持發展有一定道路網的北部都會區，並認為特區政府在財政赤字環境沒有能力同時發展兩個大型項目，應該先發展北部都會區，十年後，財政穩健後，才研究發展明日大嶼也不遲。

## 相關建議

### 政府總部遷至人工島
香港中文大學地理及資源管理系教授伍美琴指，香港政府可參考韓國遷行政功能至世宗市，搬遷政府總部至東大嶼都會，以帶動該處發展成香港商業中心，以及解決香港都市過度密集之問題。民建聯前屯門區議員葉文斌亦建議，政府總部率先遷到東大嶼，以吸引企業跟隨進駐。

### 其他土地發展解決方案
綠色和平項目主任朱江表示，在眾多土地發展選項當中，「棕地在獲最多民意支持，造地成本僅333億元，是填海約四分之一，即可建13萬9千伙公營房屋，並取締棕地上的非法作業，保護鄉郊環境。」朱江又提出：「新界逾760公頃棕地未納入規劃，惟土供組嚴重低估發展潛力，綠色和平多次揭發棕地充斥非法電子垃圾場，土地使用效率極低，逾五萬名市民聯署要求善用棕地，政府應藉此整頓棕地亂象，而非一意孤行推行東大嶼人工島計劃。」指出政府放棄優先規劃棕地，釋放更多土地資源，反倒捨易取難的開發人工土地。綠色和平補充，現時棕地充斥逾50個非法電子垃圾拆解場，不但進口有毒的電子垃圾污染環境，而且浪費土地建屋發展的機會。粗略估計，若發展一半棕地興建鄉村式公營房屋，造地成本只需填海的四分之一，但是可提供的單位數量與填海相約。
不過，就棕地開發問題，地政總署前署長、香港專業及資深行政人員協會「明日大嶼」專責小組成員劉勵超撰文指出，有關政府現時應專注發展棕地，無必要花錢研究人工島可行性的說法，既低估了回收棕地的難度，亦忽略了填海造地能創造完整社區的更大效益。香港的棕地絕大部分並非閒置而是用作物流、車輛維修、環保回收、重型器材及物料倉庫等用途，這些商業活動均有其經濟功能及繼續存在的必要，難以單憑建屋需要引用法例將其所在的土地收回。再者，收地涉及清拆、補償及覓地安置有意繼續營運的商戶，成本其實並不如想像中低。更重要但反對人工島論者避而不談的，是發展棕地不能如在中部水域填海造地般將土地完整和戰略性地規劃發展，為香港帶來更大經濟及經濟以外的效益。
此外，亦有倡議使用將軍澳第137區、未被使用的迪士尼樂園第二期土地，作為東大嶼人工島的替代發展方案。

## 外部連結
- 明日大嶼願景宣傳單張（页面存档备份，存于）

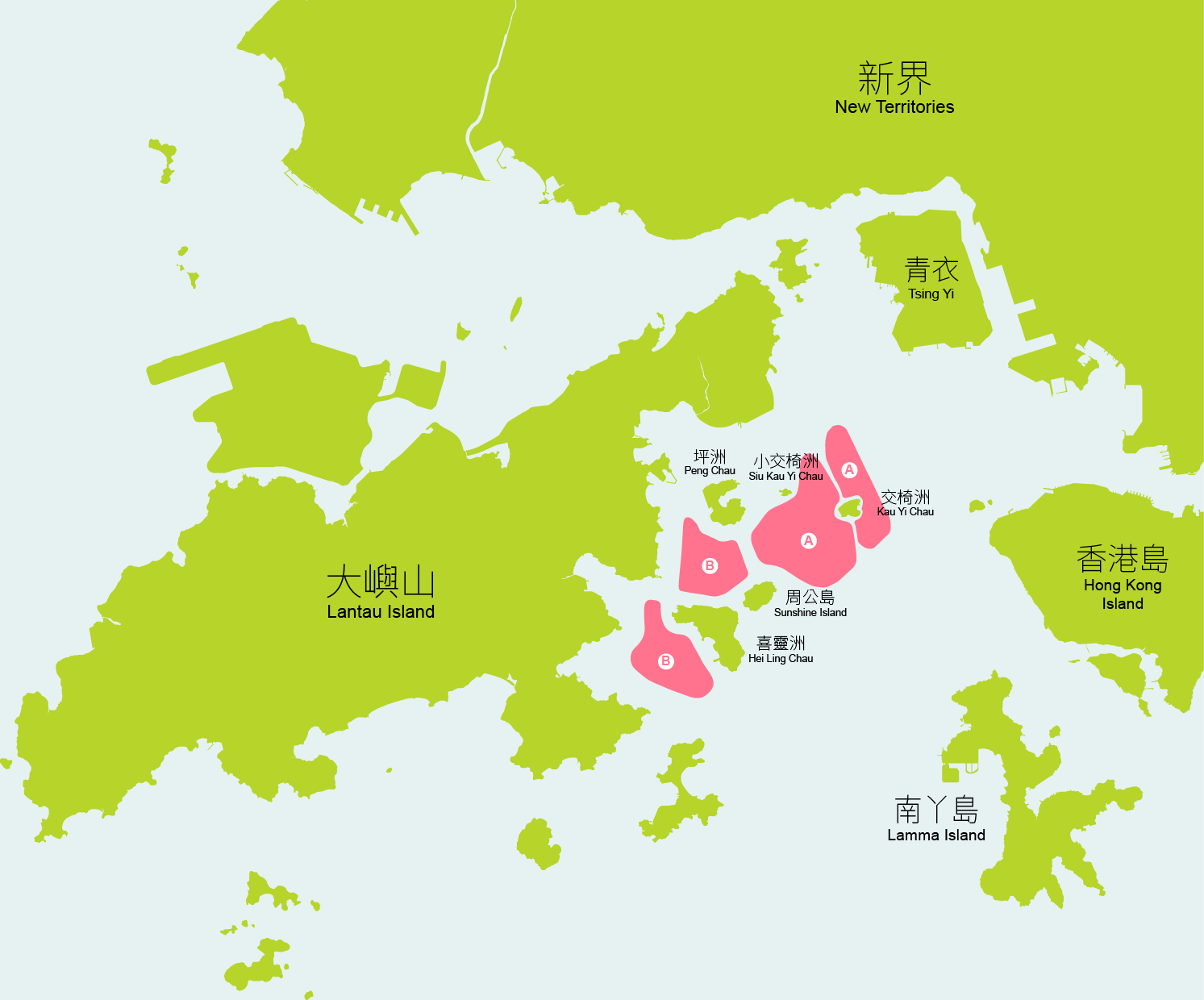
明日大嶼願景計劃在交椅洲和喜靈洲附近填海興建人工島，A為首階段1,000公頃，B為次階段700公頃

- Lantau Tomorrow Vision Leaflet（英文）
- 香港2030+ / 東大嶼都會（页面存档备份，存于）
- Hong Kong 2030+ / East Lantau Metropolis（页面存档备份，存于）（英文）